# 福来莎百货
福来莎百货 (英語：House of Fraser；有时也称Frasers) 是一家英国百货公司。目前在英国和爱尔兰拥有60多家分店。

## 历史
1849年在英国苏格兰格拉斯哥以Fraser & Sons名字成立，在20世纪初期发展平稳，第二次世界大战后，通过大量收购逐渐发展成为一家全国性百货公司。从1936年到1985年超过七家公司被他们收购，不包括子公司。1948年在伦敦证券交易所挂牌上市，最终在2006年在被包括被唐·麦卡锡和Baugur等投资者财团收购前纳入富时指数。
2014年三胞集团宣布，与福来莎百货签署协议确定收购其89%的股份，这是中国民营企业首次在英国收购零售业品牌。
2016年12月21日，福来莎百货南京旗舰店开业，成为该品牌在中国首家门店。
2017年5月8日，福来莎百货收购伦敦高级时装品牌 Issa。
2018年8月，Sports Direct收购福来莎百货。

## 画廊

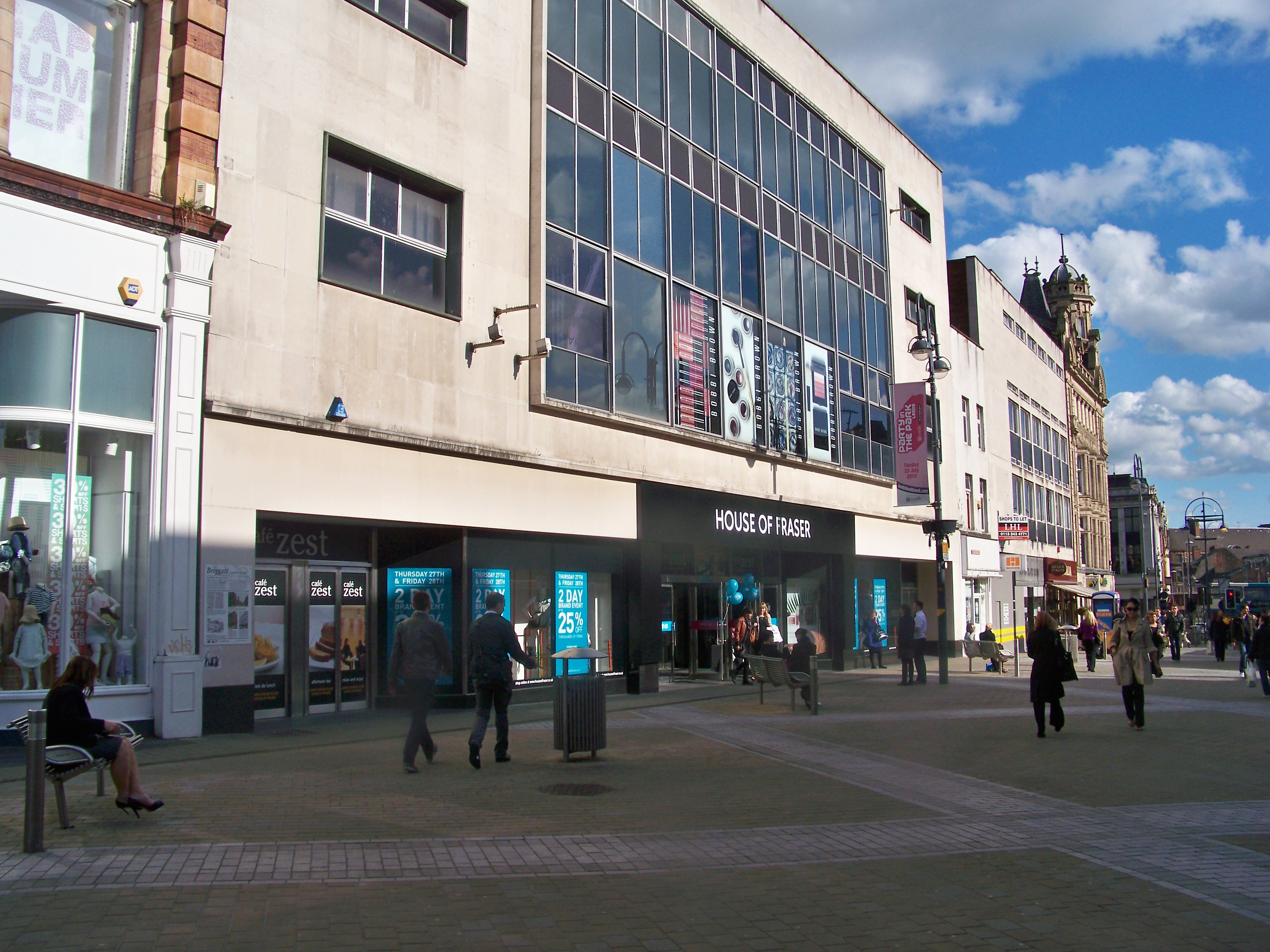
英国利兹门店
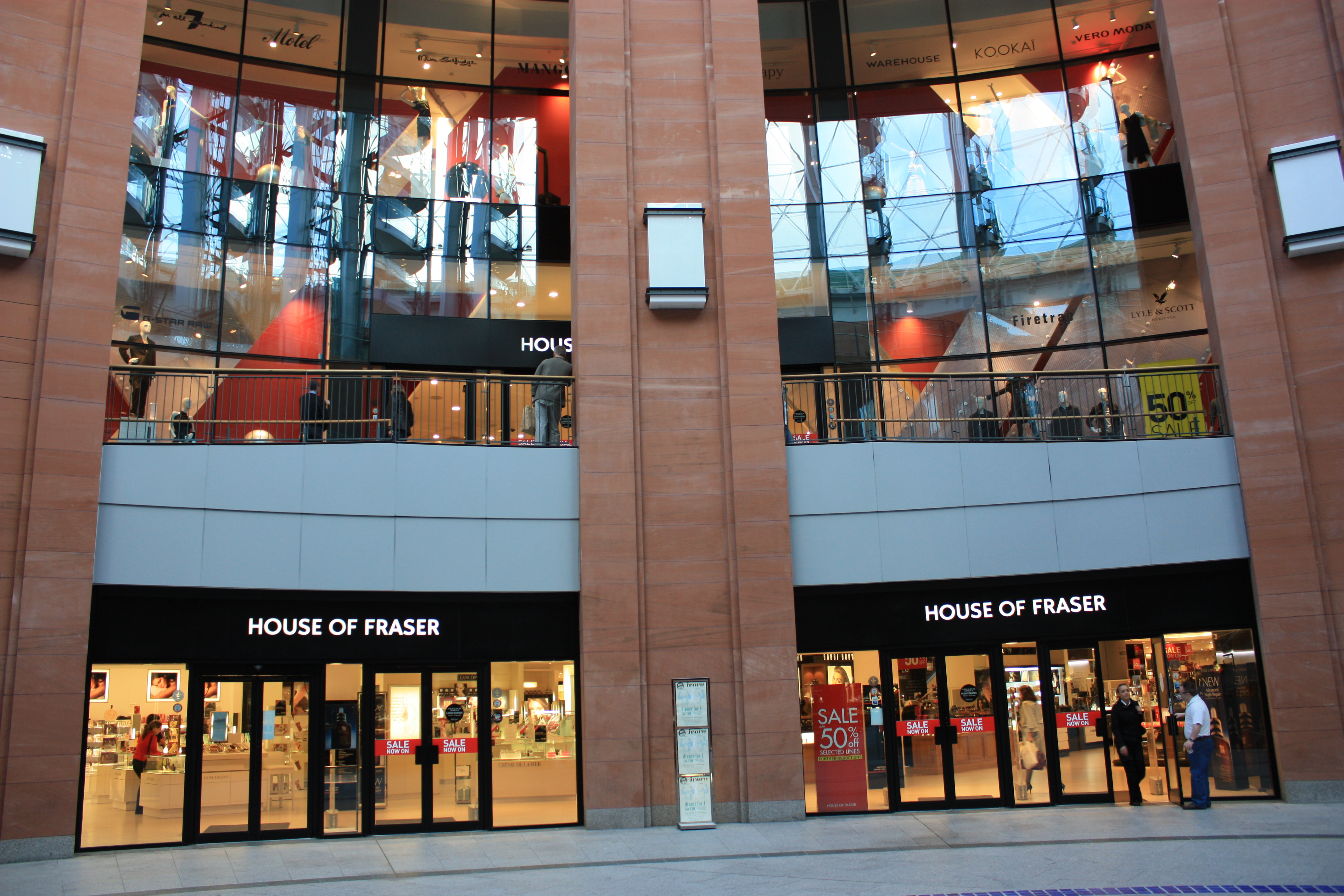
北爱尔兰贝尔法斯特门店
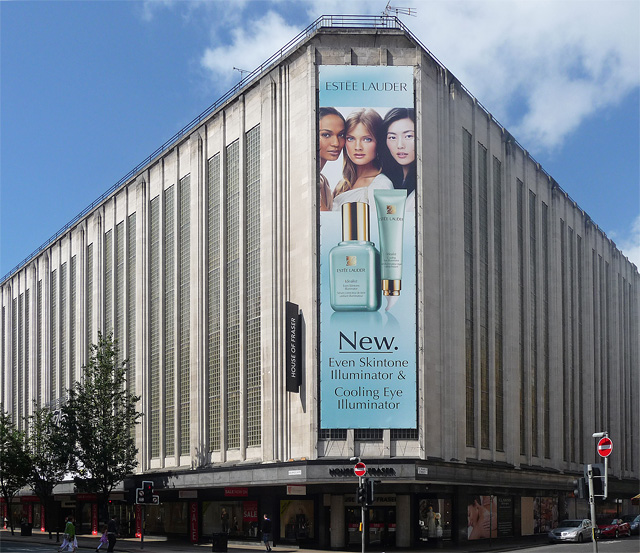
装饰风艺术风格，英国曼彻斯特门店